# 矢田富郎
矢田 富郎（やた とみろう、1949年9月17日 ‐ ）は、日本の政治家。石川県河北郡津幡町長（4期）。
石川県議会議員（6期）、石川県議会議長、自由民主党石川県連幹事長を歴任した。
父は石川県議会議員、県議会議長、自民党石川県連幹事長を歴任した矢田富雄。

## 人物
石川県河北郡津幡町生まれ。石川県立金沢錦丘高等学校、1972年に早稲田大学社会科学部卒業。大学卒業後は地元のMROへ入社し、記者を務める。
1983年、父・矢田富雄の死去を受け、石川県議会議員選挙に河北郡選挙区から出馬し、初当選した。県議時代は長らく自由民主党に所属し、自由民主党石川県連の幹事長も務める。1996年、石川県議を任期途中で辞職し、自民党を離党。同年の第41回衆議院議員総選挙に、新進党の衆議院議員であった奥田敬和の要請を受け、石川県第3区から無所属で出馬したが、自民党前職の瓦力に2,022票差で敗れ、落選した。
その後自民党に復党し、1998年に再び石川県議会議員に当選。2002年10月から2003年4月まで、石川県議会議長を務めた。2007年、石川県議会議員を辞職し第21回参議院議員通常選挙に自民党公認で石川県選挙区から出馬したが、かつて奥田敬和の側近であった民主党の一川保夫に4,181票の僅差で敗れ、奥田系の県議で組織される新進石川（旧新進党に所属し、奥田系の県議であった金原博、宇野邦夫らが結成した地域政党）の石川県政における影響力を見せつけられた。
2010年、津幡町長選挙に無所属で出馬し初当選。
2014年、無投票により再選。2018年、無投票により3選。2022年、無投票により4選。